# 徳島駅前再開発ビルアミコビル

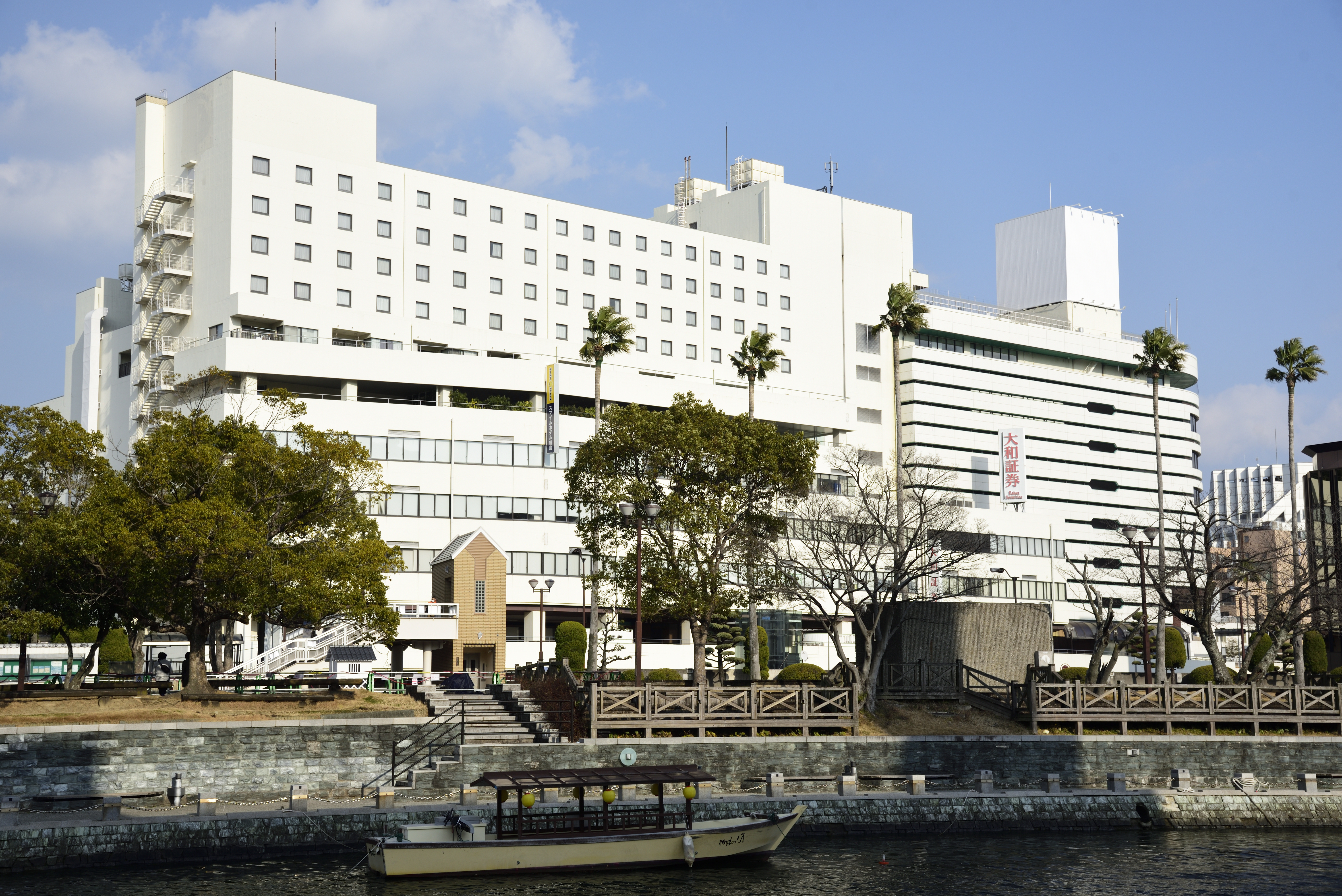
南西から見たアミコビル

徳島駅前再開発ビルアミコビル（とくしまえきまえさいかいはつビルアミコビル）は、徳島県徳島市の徳島駅前、元町にある商業ビル。通常は単にアミコビルなどと呼ばれる。

## 概要
東館と西館があり、1983年の開業時は東館にキーテナントのそごう徳島店が入り、西館にアミコ専門店街、徳島東急インが開業した。特に徳島そごうの開業により、徳島駅周辺の買い物客の流れが大きく変わり、かつては東新町に「丸新」、元町に「つぼみや」という地元資本の百貨店があったが、いずれもそごう開店後に閉店となった。
1998年4月の明石海峡大橋開通や2000年代以降の郊外への大型店舗の出店によりそごうへの客足が減少し、2020年8月31日にそごう徳島店が閉店。一部店舗は跡地にそのまま残り、アミコ東館として営業開始した。その後、ビルの空きスペースに高松三越のサテライトショップや徳島県青少年センターが入ることが決定した。高松三越サテライトショップは2021年10月に一部が先行開業した後、2022年4月13日に三越徳島としてグランドオープンした。

## 歴史

### 完成前
- 1903年 - 寺島尋常小学校（現 徳島市内町小学校）が、現在の徳島駅前再開発ビルアミコビル敷地（徳島市寺島本町西）に移転。
- 1963年 - 内町小学校を移転し、その跡地に再開発ビルを建設する計画が、徳島市や地元地権者の間で持ち上がった。
- 1972年 - 徳島商工会議所がまとめた徳島商業近代化計画で、中心市街地を駅前地区と新町地区を2つの核として整備、発展させるという「2眼レフ構想」が立てられ、駅前西地区の再開発が現実味を帯びてきた。
- 1976年8月19日 - 内町小学校の移転先が徳島刑務所から現在地（西ノ丸運動場）に変更。
- 1977年 - 山本潤造市長は再開発事業を最重要施策に位置付け、その後市を中心とした地権者が徳島駅西地区市街地再開発準備組合を設立。
- 1978年4月 - 内町小学校が現在地に移転。8日開校[3][4]。
- 1979年
  - 2月23日 - 徳島都市開発株式会社の創立総会。キーテナント探しや地元商業者との折衝が行われた。このときの計画では、ビルは地下3階、地上15階建て、延べ床面積は90560m2と、現ビルの倍近い規模のものであった。のちの調査で地盤が軟弱であることが分かり、縮小された。なお、キーテナントのデパートの面積は約20000m2が想定された。
  - 2月27日 - 内町小学校が現在地に移転[5][4]。
- 1981年
  - 内町小学校の旧校舎を取り壊し。
  - 4月 - 通り沿いの店舗を解体開始。
- 1982年12月17日 - 徳島駅前再開発ビル上棟式。
- 1983年5月19日 - 愛称が「アミコ」に決定。

### 完成後
- 1983年
  - 10月1日 - 徳島駅前再開発ビルアミコビルが完成。徳島そごう、アミコ専門店街、徳島東急インが開店。
  - 10月22日 - 内町公民館が落成。
- 1992年3月22日 - アミコ専門店街が新装開店。
- 2012年4月1日 - 徳島市立図書館が移転。
- 2018年4月1日 - 徳島東急インがスマイルホテル徳島にリブランド。
- 2020年
  - 7月1日 - 徳島市立木工会館の後継として市が整備した「徳島市産業支援交流センター」が1階と9階にオープン[6]。
  - 8月31日 - そごう徳島店が閉店。
  - 11月13日 - 三越伊勢丹ホールディングスが2021年9月の開業を目標にアミコビルへの出店を計画していることが徳島新聞により報じられた[7]。
- 2021年6月7日 - 高松三越がアミコビルへのサテライト店舗の出店を正式発表[8]。
- 2022年
  - 4月13日 - 三越徳島が開店[2]。
  - 5月29日 - 徳島県青少年センターのスポーツコートがアミコビル屋上に先行オープン
  - 9月 - 徳島県青少年センターがアミコビルに全面移転（予定）[9]。

## 施設

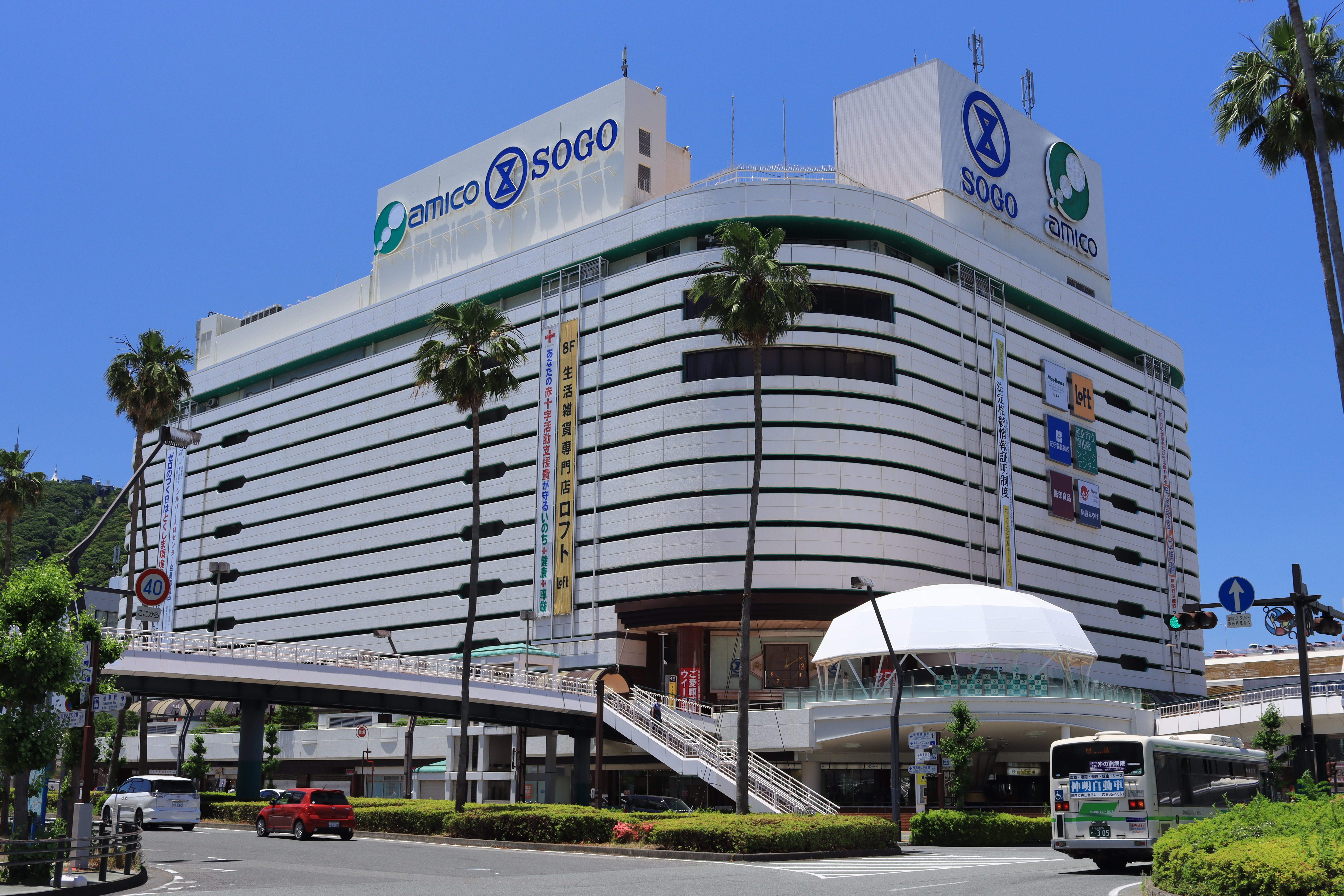
北東から見たアミコビル（そごう徳島店入居時代）

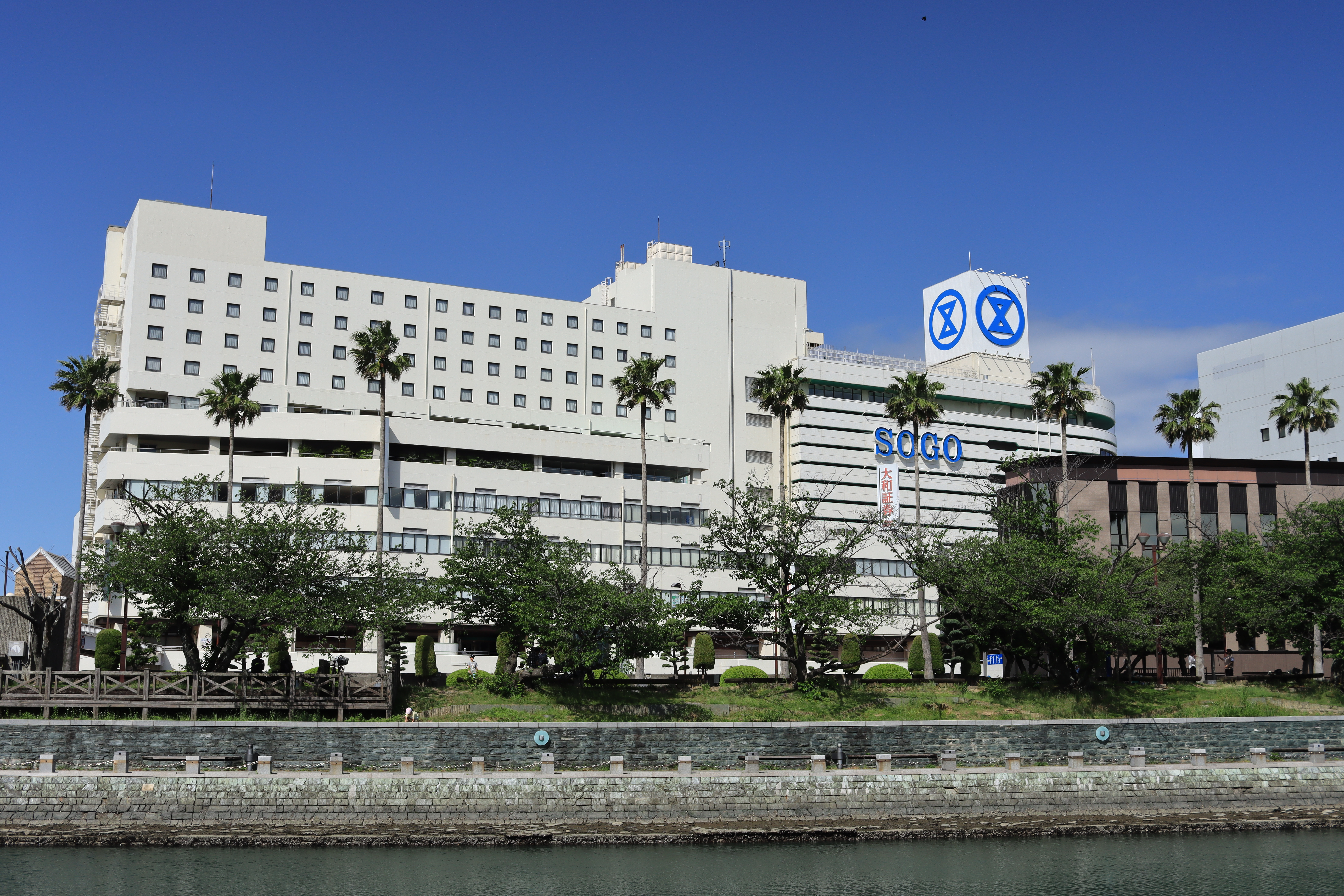
南西から見たアミコビル（そごう徳島店入居時代）

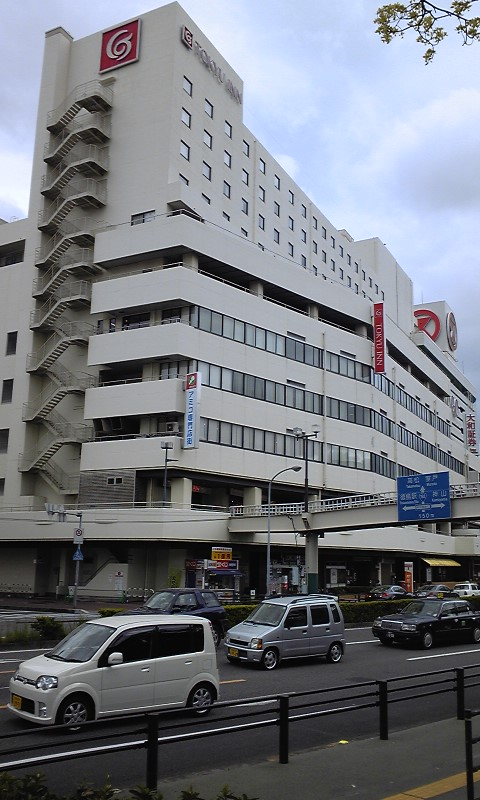
旧徳島東急イン

建物は西と東に分かれており、下層階は一体となっているが、3階以上は連絡通路のみで行き来でき、6階以上には連絡通路もない。

### 西（アミコ部分）
- スマイルホテル徳島（旧・徳島東急イン） - 1階、6–11階。
- 集合住宅 - 7階。
- 徳島市立図書館 - 5–6階。
- 徳島市シビックセンター（徳島市文化振興公社本部） - 3–5階。
- 内町公民館 - 5階。
- 徳島県ユースホステル - 5階。
- 徳島市消費生活センター - 4階。
- 徳島市女性センター - 4階。
- 徳島都市開発 - 4階。
- 住友生命保険徳島支社アミコ分館 - 4階。
- 徳島県赤十字血液センターアミコ献血ルーム - 3階。
- 英会話NOVA - 3階。
- アミコ専門店街 - 地下1階–地上2階。一部のテナントは東側。
- 徳島駅前郵便局 - 1階。
- 徳バス観光サービス営業部 - 1階。2015年12月3日、徳島駅前濱口ビル2階より移転[10]。
- 大和証券徳島支店 - 1階。
- 西木戸歯科 - 1階。

### 東（旧そごう部分）
- 三越徳島 - 2階。一部開業。
- 徳島ロフト - 1階。
- 無印良品 アミコ東館 - 1階
- 紀伊國屋書店徳島店 - 5階。
- Seria アミコ東館店
- ミリオン駅前店（パチンコ店） - 1階。
- 阿波證券本店営業部 - 1階。

ほか

### 共通・その他
- ペデストリアンデッキ - 2階。徳島駅方面、徳島名店街、藍場浜公園などへの歩道橋とつながっている。
- 徳島駅前西地下駐車場 - 地下2階。財団法人徳島市駐車場公社が運営。
- アミコラインパーク - 道路を挟んで北西の寺島本町西2丁目にある立体駐車場。アミコビルとは2階の連絡通路で結ばれている。

### かつての施設
- そごう徳島店 - 2020年8月31日閉店。
- 徳島市交通局徳島駅前営業所 - そごう部分の1階。2010年8月31日閉所[11][12]。
- 徳島駅前市民サービスコーナー - そごう部分の1階。2010年8月31日閉所。
- 徳バス観光サービス本社 - アミコ部分の2階。
- 徳バス観光サービスアミコ営業所 - アミコ部分の1階。2015年10月17日閉所[13]。

## 立地

### 住所
旧そごうは寺島本町西1-5、その他のテナントは元町1-24を所在地として表示しているが、これらはテナントのビル内の位置とは必ずしも一致しない。
実際の町割では、
- 藍場町1丁目 - 西部分
- 寺島本町西1丁目 - 東部分の大部分
- 元町1丁目 - 東部分のうち元町通り沿いの狭いエリア

となっている。

### 建設前
寺島本町西・藍場浜部分には、1903年から1978年または1979年まで内町小学校があった。学校の所在地は寺島本町西となっていた。
元町部分には、元町商店街の一部のアーケード商店街があった。南の国道192号沿いにも商店等があった。

### 交通
- 市バス 元町停留所・徳島駅前停留所より徒歩1分。
- JR徳島駅より徒歩2分。